# Уашита
Уашита (на английски: Ouachita Mountains) е планинска верига в Съединените щати, в щатите Арканзас и Оклахома.
Простира се в централната част на страната, западно от Литъл Рок, Арканзас и почти до Атока, Оклахома. На север опира до долината на река Арканзас, а на юг до крайбрежната низина на Мексиканския залив. Дължината и е около 360 км, а ширината 80 – 95 км. Тя е продължение на планинската верига Озарк. Най-висок връх е Рич Маунтин с 899 м. В планините се намира националния парк Хот Спрингс. Името Уашита е френски правопис на индианската дума „уашита“, което се превежда като „добър лов“. Същото е приложено и за индианско племе.
Формирането на тази планинска верига е подобно на формирането на Апалачите. Преди 300 милиона години по време на палеозоя мястото, където се намират планините е дъно на дълбок океан. Движението на Южна Америка предизвиква нагъване на океанското дъно, в резултат на което се образуват планините. Тогава те са били доста по-високи от сега. Основна структура на планините са шисти, кварц и варовик.
Билата на планините са покрити с дъбови и борови гори, които осигуряват местообитание на много диви животни като елени, черни мечки, зайци, лисици. В планините има множество езера и реки, в които се срещат 190 местни вида риба. Това изобилие от гори, води и животни привлича местните индиански племена, главно кадо и куапо, които използват планините за свой дом и ловни райони много преди идването на европейците. Днес, в началото на 21 век планините се посещават от хиляди туристи, ловци, риболовци и почиващи. Основни икономически дейности в региона остават дърводобива и дървообработването.